# Middle Barton
Middle Barton är en by i Oxfordshire i England. Byn ligger 20,9 km 
från Oxford. Orten har 1 727 invånare (2001).